# 544-та фольксгренадерська дивізія (Третій Рейх)
544-та фольксгренадерська дивізія (Третій Рейх) (нім. 544. Volksgrenadier-Division) — піхотна дивізія народного ополчення (фольксгренадери), що входила до складу німецьких сухопутних військ у роки Другої світової війни.

## Історія з'єднання
544-та фольксгренадерська дивізія була створена 9 жовтня 1944 року шляхом перейменування 544-ї гренадерської дивізії у ході 32-ї хвилі мобілізації. Під час свого існування як фольксгренадерська дивізія це формування служило під LIX армійським корпусом, який, у свою чергу, входив до складу 17-ї армії групи армій «А» з жовтня 1944 по січень 1945 року на окупованій Німеччиною території Польщі, а з 3 лютого по травень 1945 року діяла у складі 1-ї танкової армії групи армій «Центр», спочатку у Верхній Сілезії, а згодом у Богемії.
1 січня 1945 року чисельність 544-ї фольксгренадерської дивізії (тоді входила до складу 17-ї армії групи армій «А») становила 9363 чоловіки. У травні 1945 року дивізія була розгромлена та капітулювала радянським військам у Богемії.

## Райони бойових дій
- Польща (жовтень 1944 — лютий 1945)
- Німеччина (лютий — травень 1945)

## Командування

### Командири
- генерал-майор Вернер Еріг (нім. Werner Ehrig) (9 жовтня 1944 — травень 1945)

### Підпорядкованість
| Час      | Корпус | Армія | Група армій (округ) | Штаб      |
| -------- | ------ | ----- | ------------------- | --------- |
| 1944     |        |       |                     |           |
| жовтень  | LIX ак | 17 А  | Група армій «A»     | Дембиця   |
| 1945     |        |       |                     |           |
| січень   | LIX ак | 17 А  | Група армій «A»     | Дембиця   |
| лютий    | LIX ак | 1 ТА  | Група армій «Центр» | Вільмезау |
| березень | LIX ак | 1 ТА  | Група армій «Центр» | Тешин     |
| травень  |        | 1 ТА  | Група армій «Центр» | Острава   |

### Склад
| 1944                                      |
| ----------------------------------------- |
| 1082-й гренадерський полк                 |
| 1083-й гренадерський полк                 |
| 1084-й гренадерський полк                 |
| 1544-й артилерійський полк                |
| 1544-й протитанковий дивізіон             |
| 1544-й інженерний батальйон               |
| 1544-та фузилерна рота                    |
| 1544-й батальйон зв'язку                  |
| 1544-те дивізійне управління забезпечення |
| 1544-й запасний батальйон                 |

## Нагороджені дивізії
Нагороджені дивізії
|  | Кавалери Нагрудного знаку ближнього бою в золоті                                                           | 1  |
|  | Кавалери Золотого Німецького Хреста                                                                        | 6  |
|  | Кавалери Лицарського хреста Залізного хреста                                                               | 10 |
|  | Кавалери Почесної застібки Сухопутних військ «Почесна застібка на орденську стрічку для Сухопутних військ» | 6  |

- Нагороджені Сертифікатом Пошани Головнокомандувача Сухопутних військ (1)